# السيدة ديميتريسكو
ألسينا ديميتريسكو( (باليابانية: オルチーナ・ドミトレスク) ، Oruchīna Dimitoresuku ) ، المعروفة باسم ليدي ديميتريسكو، هي شخصية في لعبة رعب البقاء ريزدنت إيفل فيلدج التي طورتها ونشرتها كابكوم . واحدة من الشخصيات العدائية الرئيسية في جزء القرية، يتم تقديمها على أنها سيدة نبيلة عملاقة ذات سمات تشبه مصاصي الدماء وتعيش مع بناتها الثلاث في معقلها قلعة ديميتريسكو القريب من قرية أوروبا الشرقية. تحكم ديميتريسكو القرية مع ثلاثة زعماء متحولين تحت إشراف الأم ميراندا. قامت بدور السيدة ديميتريسكو الممثلة المسرحية الأمريكية ماجي روبرتسون.
بعد العروض الأولية للريزدنت إيفل فيلدج، ارتفعت شعبية ديميتريسكو بشكل غير متوقع وأصبحت تخضع لقدر كبير من انشطة المعجبون ، بما في ذلك كوسبلاي والميمات.
== ظهور
كان أول ظهور لها في لعبة resident evil village وهي تعتبر واحدة من الاربع الزعماء الذين حكمو القرية قبل ظهور الأم ميراندا، كانت الكونتيسة من الطبقة النبيلة وكانت عائلتها تمتلك مصنع لصنع النبيذ الخاص بعائلة dimitrescu، حيث كانت تصنعه من دم الفتيات العذارى، وكان الكونتيسة ثلاث فتيات يقمن بخدمتها وهن bela demetrisco, cassandra demetrisco, daniela demetrisco ،وهن فتيات السينا بالتبني وهن نتيجة لتجربة سابقة من تجارب الأم ميراندا، وهن يعيشون في castle demetrisco, ويتكون من ذباب مصنوع من الكادو، لكن هذا الذباب لايستطيع تحمل درجة الحرارة الباردة حيث انه عندما قام ethan Winters بإطلاق النار على bela demetrisco لم يصبها واصاب النافذة من خلفها حيث أذى إلى تشقق النافذه وتكسرها وتسرب الهواء إلى الداخل، حيث أصيبت bela demetrisco بالجنون وقامت بالهجوم على ethan, مماً سهل على ethan القضاء عليها، مماجعل الكونتيسة غاضبة ممافعله ethan ببناتها، لتقوم بالهجوم عليه في الكنيسة الخاصة لعائلة demetrisco لكن ethan يطعنها بالسكين الموت، لتتحول إلى تنين عملاق وتقوم بالهجوم على ethan ولكن ethan يستطيع في النهاية قتلها عندما تفقد قوتها بسبب طلقات النار المستمرة لتقع من أعلى البرج وترى ان ethan لايزال على قيد الحياة لتشتمه وتموت وتتفت.